# Hans Ludendorff
Friedrich Wilhelm Hans Ludendorff, (Thunow, 26 de mayo de 1873 - Potsdam, 26 de junio de 1941) fue un astrónomo alemán. Hermano del general Erich Ludendorff.
Comenzó su carrera en el observatorio de Hamburgo, en donde estuvo trabajando en los años 1897 y 1898; en 1899 entró a trabajar en el Observatorio Astronómico de Potsdam, en donde por su tesón, dedicación, investigaciones y esfuerzos comenzó a escalar puestos: Observador en 1905, Astrónomo Principal (Hauptobservator) en 1915 y Director en 1921.
Es autor de distintos trabajos astronómicos y astrofísicos (el primero sobre asteroides, recién licenciado en 1896), siendo más conocido por su Catálogo de Ludendorff, que lista las estrellas más importantes del cúmulo globular M13, estudio publicado en 1905 (Potsdam Publication, Volumen 15, n.º 50, 1905); tabula las magnitudes de estrellas situadas alrededor y en M13, aunque algunas de ellas no pertenecen al cúmulo (aparecen proyectadas sobre él, pero están mucho más cercanas); el límite está comprendido entre las magnitudes fotográficas 11 y 16.
En 1908, junto con el astrónomo estadounidense Frost, identificó el carácter de binaria de la estrella Mizar B (período: 175,6 días).
Realizó distintas investigaciones sobre la astronomía de los pueblos precolombinos (por ejemplo su monumental Zur Deutung des Dresdener Maya Kodex, 1937) especialmente de los Mayas y su sistema astronómico: su último trabajo (Die Astronomischen Inschriften der Maya), publicado en 1940, trata precisamente sobre la astronomía de este pueblo mesoamericano.

## Artículos
- Tafel zur Berechnung der Störungsfunction für die äussersten kleinen Planeten, (1896), Astronomische Nachrichten, volume 140, p. 197.
- Der grosse Sternhaufen im Herkules Messier 13, (1905), Publikationen des Astrophysikalischen Observatoriums zu Potsdam; 15. N.º. 50.
- Notiz über den spektroskopischen Doppelstern gamma Geminorum (1912), Astronomische Nachrichten, v. 192, p. 447.
- Weitere Untersuchungen über die Massen der spektroskopischen Doppelsterne, (1920), Astronomische Nachrichten, v. 211, p. 105.
- Handbuch der Astrophysik (1928).
- Zur Deutung des Dresdener Maya Kodex, Sitzungsberichten der Preussischen Ahademie der Wissenschaften, núm. 11, Berlín, 1937.
- Versammlung der Astronomischen Gesellschaft, (1939), Astronomische Nachrichten, volume 268, p.163.
- Die Astronomischen Inschriften der Maya, (1940), Festschrift für Elis Strömgren. Astronomical Papers. Copenhague: Einar Munksgaard, 1940, p. 143.

## Fuente
- Smithsonian/NASA Astrophysics Data System (ADS): 84 de sus artículos publicados (en alemán e inglés).